# Andrés Roa
Andrés Felipe Roa Estrada (Sabanalarga, 25 de mayo de 1993) es un futbolista colombiano. Se desempeña como mediocampista en el Panetolikos de la Superliga de Grecia. Es hermano del también futbolista Juan Camilo Roa.

## Trayectoria

### Inicios
Andres Roa fue descubierto por el cazatalentos Agustín Garizábalo para el Deportivo Cali, donde debutó como profesional en 2012. En 2013 jugó a préstamo en Uniautónoma y en 2014 pasó al Unión Magdalena.

### Deportivo Cali

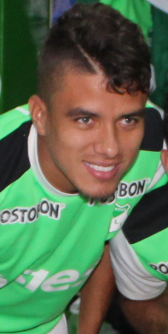
Roa en 2015.

Debido a su buena actuación en estos dos equipos de la Categoría Primera B se decidió traerlo devuelta al Deportivo Cali para la temporada 2015, en la que salió campeón con el equipo verdiblanco.
En el Deportivo Cali se consideró prudente que Roa y otros muchachos de divisiones menores fueran a ganar experiencia en otros entornos. En 2013 Roa fue cedido como préstamo al Uniautónoma que en ese entonces jugaba en Sabanalarga. Aquel año el equipo de Atlántico logra el título de Torneo 2013 y logra el ascenso a la primera categoría.
Para 2014 se transfirió nuevamente en condición de préstamo al Unión Magdalena de la Categoría Primera B. Al final de la temporada el equipo clasificó octavo y fue eliminado en los cuartos de final.
Debido a las buenas actuaciones en equipos de la segunda división las directivas del Deportivo Cali decidieron repatriarlo para la temporada 2015, en la que fue uno de los pilares principales del equipo mayoritariamente canterano que logró el título del Torneo Apertura de aquel año.
El 12 de abril de 2017 marca doblete para el empate final a tres goles en el clásico vallecaucano frente al América de Cali por la Copa Colombia 2017 donde sale como la figura del partido.

### Huracán
El 16 de agosto de 2018 es confirmada su cesión al Club Atlético Huracán de la Primera División de Argentina. Debuta el 26 de agosto como titular en el empate a cero goles frente a Boca Juniors. Su primer gol lo marca el 17 de septiembre cerrando la goleada 3 por 0 sobre CA Banfield. Vuelve a marca el 28 de octubre en la victoria 3 a 2 contra CA Colón.

### Independiente
El 6 de julio de 2019 se anuncia el traspaso de Roa desde el Deportivo Cali hacia el Club Atlético Independiente a cambio de $2.500.000 por el 80% del pase, cuatro días después el jugador viajó a la Argentina para hacerse la revisión médica y firmar contrato con el club de Avellaneda. El 1 de febrero del 2020 marca su primer gol con el club en la goleada 5 por 0 sobre Rosario Central, vuelve a marcar el 8 de marzo en la victoria 3 por 0 sobre Central Córdoba.
Posteriormente a Inicios de junio del 2022 rescinde contrato con el club, quedando como agente libre.

### Argentinos Juniors
Una semana después de haber rescindido contrato con el independiente, ficha por el Argentinos Juniors de la Primera División de Argentina.

## Selección nacional
Fue convocado por primera vez a la Selección Colombia de mayores el 28 de agosto de 2015 para los amistosos de preparación a las Eliminatorias de Rusia 2018 contra la Selección de fútbol de Perú. Su debut fue el 8 de septiembre en ese mismo partido donde jugó 23 minutos del segundo tiempo contra Perú.
Fue convocado por el profesor Jose Pekerman para representar a Colombia en la Copa América Centenario que se jugó en los Estados Unidos donde no jugaría ningún partido y llegarían a las semifinales.
Jugó en los Juegos Olímpicos de Río de Janeiro 2016 con la Selección de fútbol sub-23 de Colombia en el que llegarían a los cuartos de final donde fueron eliminados por los locales.

### Participaciones enCopas América
| Copa América            | Categoría | Sede           | Resultado    | PJ | GA | Asis |
| ----------------------- | --------- | -------------- | ------------ | -- | -- | ---- |
| Copa América Centenario | Absoluta  | Estados Unidos | Tercer lugar | 0  | 0  | 0    |

### Participaciones enJuegos Olímpicos
| Torneo                | Categoría | Sede                   | Resultado        | PJ | GA | Asis |
| --------------------- | --------- | ---------------------- | ---------------- | -- | -- | ---- |
| Juegos Olímpicos 2016 | Sub-23    | Río de Janeiro, Brasil | Cuartos de final | 3  | 0  | 0    |

## Estadísticas
| Club                          | Div           | Temporada     | Liga  | Liga  | Liga  | Copas nacionales(1) | Copas nacionales(1) | Copas nacionales(1) | Torneos internacionales(2) | Torneos internacionales(2) | Torneos internacionales(2) | Total | Total | Total |
| Club                          | Div           | Temporada     | Part. | Goles | Asis. | Part.               | Goles               | Asis.               | Part.                      | Goles                      | Asis.                      | Part. | Goles | Asis. |
| ----------------------------- | ------------- | ------------- | ----- | ----- | ----- | ------------------- | ------------------- | ------------------- | -------------------------- | -------------------------- | -------------------------- | ----- | ----- | ----- |
| Uniautónoma FC · Colombia     | 2ª            | 2013          | 41    | 6     | 0     | 4                   | 0                   | 0                   | -                          | -                          | -                          | 45    | 6     | 0     |
| Uniautónoma FC · Colombia     | Total club    | Total club    | 41    | 6     | 0     | 4                   | 0                   | 0                   | -                          | -                          | -                          | 45    | 6     | 0     |
| Unión Magdalena · Colombia    | 2ª            | 2014          | 24    | 4     | 0     | 1                   | 0                   | 0                   | -                          | -                          | -                          | 25    | 4     | 0     |
| Unión Magdalena · Colombia    | Total club    | Total club    | 24    | 4     | 0     | 1                   | 0                   | 0                   | -                          | -                          | -                          | 25    | 4     | 0     |
| Deportivo Cali · Colombia     | 1ª            | 2015          | 29    | 5     | 2     | 9                   | 1                   | 0                   | -                          | -                          | -                          | 38    | 6     | 2     |
| Deportivo Cali · Colombia     | 1ª            | 2016          | 28    | 4     | 4     | 4                   | 0                   | 0                   | 6                          | 2                          | 0                          | 38    | 6     | 4     |
| Deportivo Cali · Colombia     | 1ª            | 2017          | 35    | 1     | 2     | 6                   | 3                   | 0                   | 3                          | 0                          | 1                          | 44    | 4     | 3     |
| Deportivo Cali · Colombia     | 1ª            | 2018          | 15    | 0     | 2     | -                   | -                   | -                   | 4                          | 0                          | 0                          | 19    | 0     | 2     |
| Deportivo Cali · Colombia     | Total club    | Total club    | 107   | 10    | 10    | 19                  | 4                   | 0                   | 13                         | 2                          | 1                          | 139   | 16    | 11    |
| CA Huracán Argentina          | 1ª            | 2018-19       | 16    | 4     | 0     | 2                   | 0                   | 0                   | 5                          | 0                          | 0                          | 23    | 4     | 0     |
| CA Huracán Argentina          | 1ª            | 2023          | -     | -     | -     | 7                   | 0                   | 0                   | -                          | -                          | -                          | 7     | 0     | 0     |
| CA Huracán Argentina          | 1ª            | 2024          | 1     | 0     | 0     | 6                   | 0                   | 0                   | -                          | -                          | -                          | 7     | 0     | 0     |
| CA Huracán Argentina          | Total club    | Total club    | 17    | 4     | 0     | 15                  | 0                   | 0                   | 5                          | 0                          | 0                          | 37    | 4     | 0     |
| Independiente Argentina       | 1ª            | 2019-20       | 12    | 2     | 0     | 2                   | 0                   | 0                   | 2                          | 0                          | 0                          | 16    | 2     | 0     |
| Independiente Argentina       | 1ª            | 2020-21       | -     | -     | -     | 19                  | 0                   | 2                   | 8                          | 1                          | 1                          | 27    | 1     | 3     |
| Independiente Argentina       | 1ª            | 2021          | 20    | 3     | 1     | 1                   | 0                   | 0                   | 2                          | 0                          | 0                          | 23    | 3     | 1     |
| Independiente Argentina       | 1ª            | 2022          | -     | -     | -     | 12                  | 1                   | 2                   | 5                          | 1                          | 0                          | 17    | 2     | 2     |
| Independiente Argentina       | Total club    | Total club    | 32    | 5     | 1     | 34                  | 1                   | 4                   | 17                         | 2                          | 1                          | 83    | 8     | 6     |
| Argentinos Juniors Argentina  | 1ª            | 2022          | 18    | 1     | 2     | -                   | -                   | -                   | -                          | -                          | -                          | 18    | 1     | 2     |
| Argentinos Juniors Argentina  | Total club    | Total club    | 18    | 1     | 2     | -                   | -                   | -                   | -                          | -                          | -                          | 18    | 1     | 2     |
| Al-Batin F. C. Arabia Saudita | 1ª            | 2023          | 15    | 3     | 1     | -                   | -                   | -                   | -                          | -                          | -                          | 15    | 3     | 1     |
| Al-Batin F. C. Arabia Saudita | Total club    | Total club    | 15    | 3     | 1     | -                   | -                   | -                   | -                          | -                          | -                          | 15    | 3     | 1     |
| Panetolikos · Grecia          | 1ª            | 2024-25       | 28    | 1     | 0     | 1                   | 0                   | 1                   | -                          | -                          | -                          | 29    | 1     | 1     |
| Panetolikos · Grecia          | Total club    | Total club    | 28    | 1     | 0     | 1                   | 0                   | 1                   | -                          | -                          | -                          | 29    | 1     | 1     |
| Total carrera                 | Total carrera | Total carrera | 282   | 34    | 14    | 74                  | 5                   | 5                   | 35                         | 4                          | 2                          | 391   | 43    | 21    |

## Palmarés

### Campeonatos nacionales
| Título    | Equipo         | País     | Año    |
| --------- | -------------- | -------- | ------ |
| Primera B | Uniautónoma    | Colombia | 2013   |
| Superliga | Deportivo Cali | Colombia | 2014   |
| Primera A | Deportivo Cali | Colombia | I-2015 |